# Белая (Чкаловский район)
Белая — ныне несуществующая деревня в Чкаловском районе Нижегородской области. Включена в состав сельского поселения Пуреховское.

## История
Деревня  Белая  Чкаловского  района  Нижегородской  области  находилась  в  16 километрах  от села  Пурех Чкаловского  района и примерно на таком же расстоянии от посёлка городского типа Пестяки Ивановской области. Деревня располагалась на бывшем тракте, соединяющем г. Балахна Нижегородской области  и г. Ярославль. Вдоль дороги от с.Пурех до 90-х годов прошлого века ещё можно было увидеть единичные старые берёзы времён Екатерины. Особое отличие этой деревни от других, близлежащих деревень, заключалось в наличие здесь почти белого кварцевого песка. Скорее всего, именно из-за него деревня и получила своё название.
Деревня Белая перестала существовать с 1987 года в связи с переселением последних жителей в другой населённый пункт.